# カール・ミレッカー
カール・ミレッカー（ドイツ語: Carl Millöcker、1842年4月29日 - 1899年12月31日）は、オーストリアの作曲家・指揮者。ウィンナ・オペレッタの作曲家として著名で、『乞食学生』と『ガスパローネ』の二つのオペレッタが特に知られる。

## 生涯

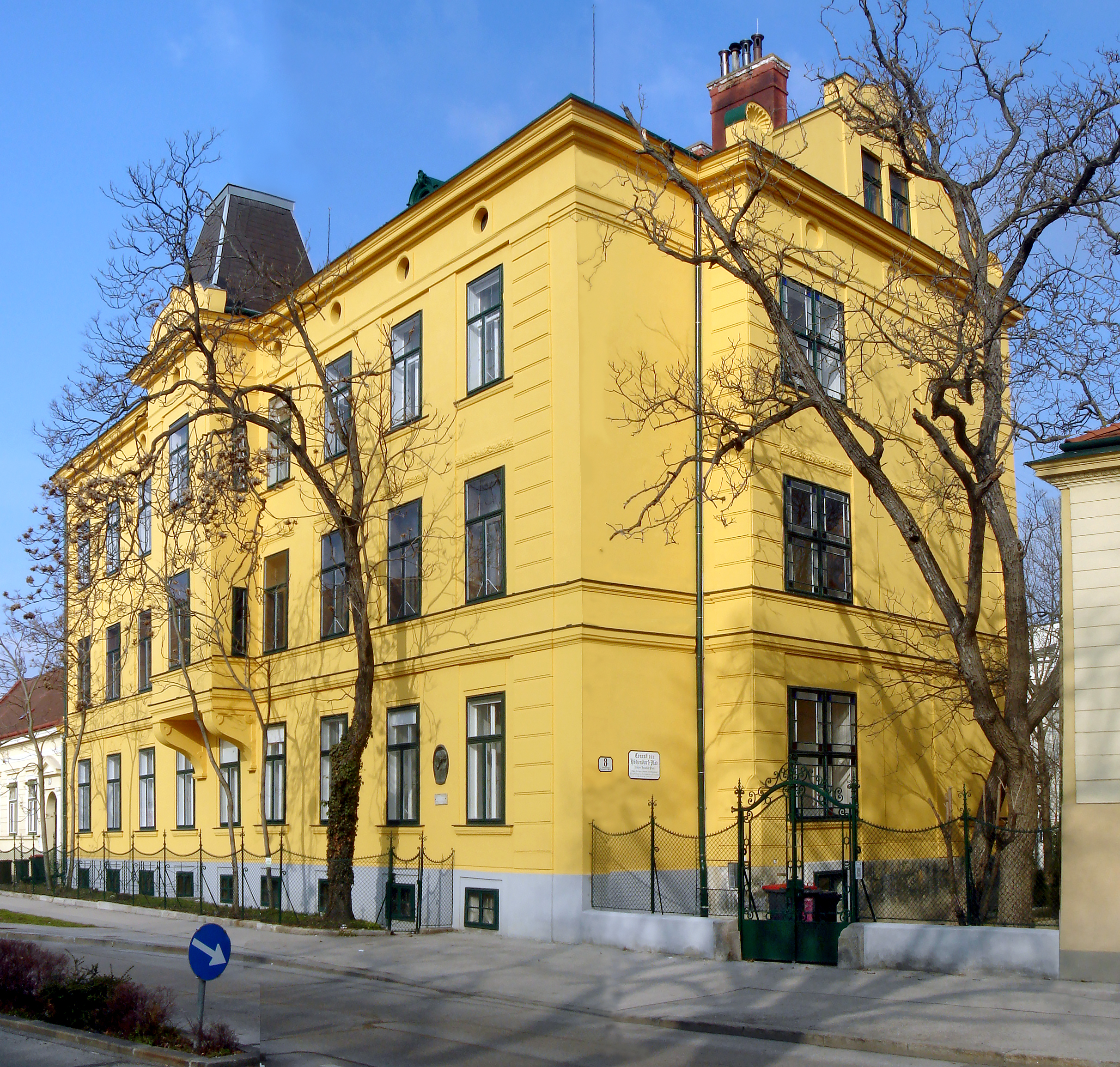
ミレッカーの住居。1899年12月31日、ここで最期を迎えた

1842年4月29日、ウィーンの金細工師の息子として生まれる。幼少時から音楽の才能を示し、1855年に13歳でウィーン音楽院に入学し、ピアノ・音楽理論・フルートを学んだ。1858年にヨーゼフシュタット劇場楽団のフルート奏者となる。同劇場の指揮者フランツ・フォン・スッペに認められ、彼の勧めを受けて1864年にグラーツのターリア劇場の指揮者となった。1866年、ウィーンに戻りアン・デア・ウィーン劇場の指揮者となったが、同年のうちにハルモニー劇場に移る。1868年、ブダペストのドイツ劇場の指揮者となったが翌1869年にアン・デア・ウィーン劇場に戻り、以後1883年まで同劇場で指揮棒を振った。
ミレッカーはウィンナ・オペレッタの黄金時代、いわゆる「金の時代」を牽引した作曲家の一人で、数多のオペレッタを手掛けた。とりわけ1882年の『乞食学生』は空前の大ヒットとなり、現在でもその人気は衰えていない。

## 作品

### オペレッタ
- 『呪われた城』（Das verwunschene Schloss）
- 『デュバリー夫人』（Die Dubarry）
- 『乞食学生』（Der Bettelstudent）
- 『ガスパローネ』（Gasparone）
- 『貧しいヨナタン』（Derarme Jonathan）

### その他
- 行進曲『スルタンが来るぞ!』（Der Sultan kommt!）